# Kniphausen (Gemeinde)
Die Gemeinde Kniphausen war eine 1933 errichtete und 1948 wieder aufgelöste Gemeinde im Landkreis Friesland, die sich in Teilen mit der vormaligen Herrschaft In- und Kniphausen deckte.
Durch das Oldenburgische Gesetz zur Vereinfachung und Verbilligung der Verwaltung vom 27. April 1933 wurde aus den bisherigen Gemeinden Accum, Fedderwarden, Sengwarden und Sillenstede eine neue Großgemeinde gebildet, die die Bezeichnung Kniphausen erhielt und 1939 3.456 Einwohner hatte. Die neue Gemeinde wurde von einem Bürgermeister und einer zehnköpfigen Gemeindevertretung geleitet. Der Sitz der Gemeindeverwaltung war in Fedderwarden. 1938 mussten die südlichen Teile des Gemeindegebietes einschließlich der Burg Kniphausen an die Stadt Wilhelmshaven abgetreten werden.
1948 wurde die Gemeinde Kniphausen aufgelöst, ihr bisheriges Gebiet wurde auf die neuen Gemeinden Sengwarden (mit Fedderwarden) und Sillenstede (mit Accum) aufgeteilt. Sengwarden gehört heute zu Wilhelmshaven und Sillenstede zu Schortens.